# 李伯渔
李伯渔主教（英語：Bishop Louis Li Pai-yu，1908年6月3日—1980年2月8日），圣名类斯，男，陕西户县人，前天主教盩厔教區主教。

## 生平
李伯渔出生于1908年6月3日。1933年7月9日晉鐸。1951年5月10日，教宗庇护十二世宣布将盩厔监牧区升格为盩厔教区，并任命李伯渔为首任正权主教。
1959年3月，李伯渔在周至教区总堂为陕西省第一位自选自圣的主教，汉中教区主教李圣学祝圣。。
1980年，李伯渔主教逝世，1990年迁葬于家乡户县甘河乡围棋寨村天主堂。